# Яновище
Яновище — озеро на западе Тверской области, расположенное на территории Торопецкого района. Принадлежит бассейну Невы.
Озеро находится на северо-востоке Торопецкого района, по северному берегу проходит граница с Андреапольским. Высота над уровнем моря — 221 метр. Длина озера 1,7 км, ширина до 0,75 км. Площадь водной поверхности — 0,7 км². С севера и с запада в озеро впадают ручьи; на востоке вытекает ручей, впадающий в озеро Наговье. Площадь водосборного бассейна озера — 11 км². В Торопецком районе на берегу озера расположены посёлок Зелёный Бор и деревня Гуляево; в Андреапольском районе — деревня Яновищи.